# Урсоаја (Долж)
Урсоаја (рум. Ursoaia) насеље је у Румунији у округу Долж у општини Арђетоаја. Oпштина се налази на надморској висини од 233 m.

## Становништво
Према подацима из 2002. године у насељу је живело 51 становника, од којих су сви румунске националности.